# Saint-Chély-du-Tarn
Saint-Chély-du-Tarn je malá francouzská vesnice v departementu Lozère v regionu Languedoc-Roussillon nalézající se v údolí Gorges du Tarn asi 6 km od městečka Sainte-Enimie, do kterého od roku 1972 administrativně patří. Předtím byla součástí obce Mas-Saint-Chély. Vesnice se nalézá na území Národního parku Cévennes.
Vesnice byla vystavěna nad silným krasovým vývěrem vody.

## Pozoruhodnosti
- Románský Kostel Notre-Dame-de-l'Assomption (Saint-Chély-du-Tarn) - byl vystavěn ve 12. století.
- Románská Kaple Notre-Dame-de-Cénaret de Saint-Chély-du-Tarn - rovněž ze 12. století

## Galerie

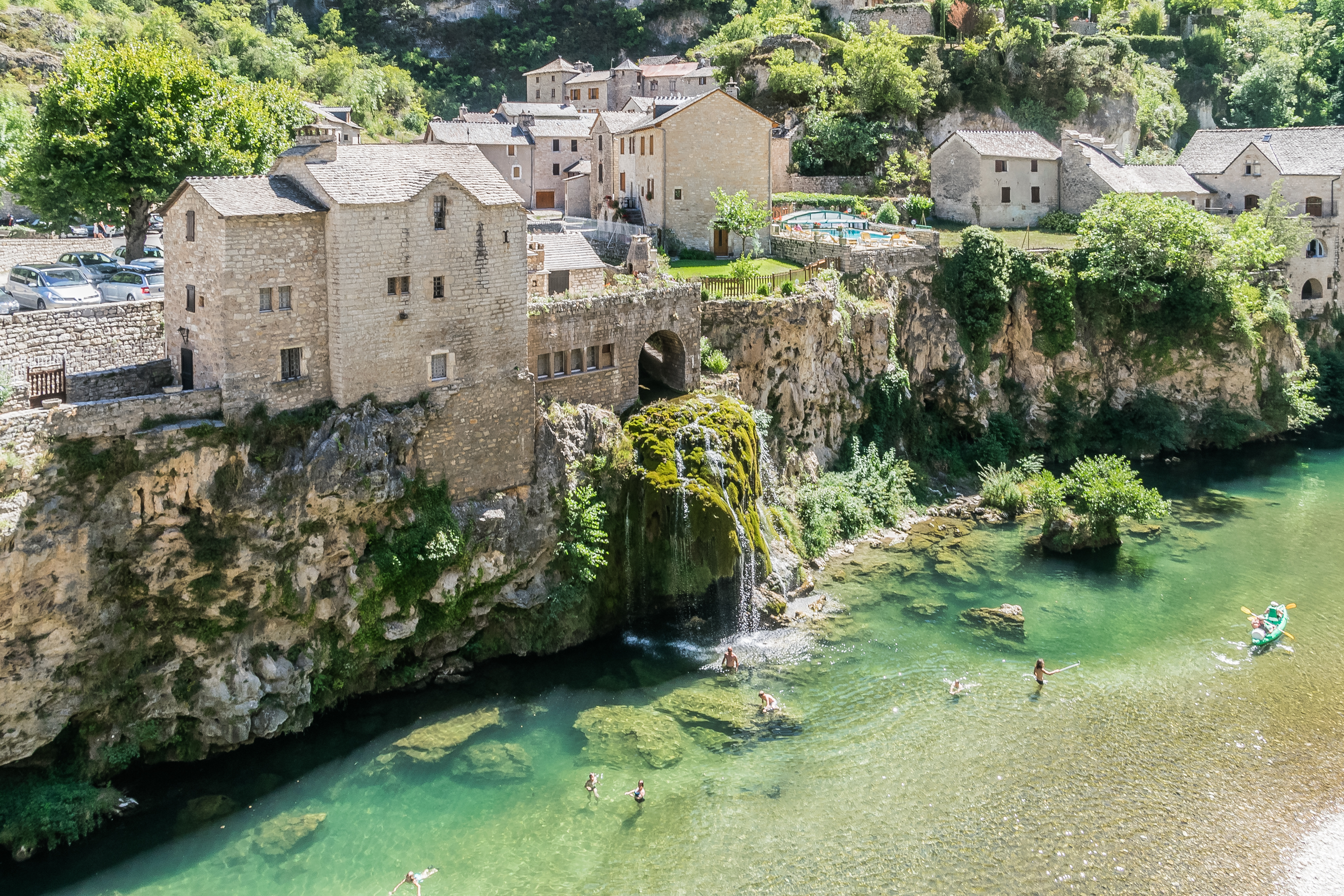
řeka Tarn v Saint-Chely-du-Tarn
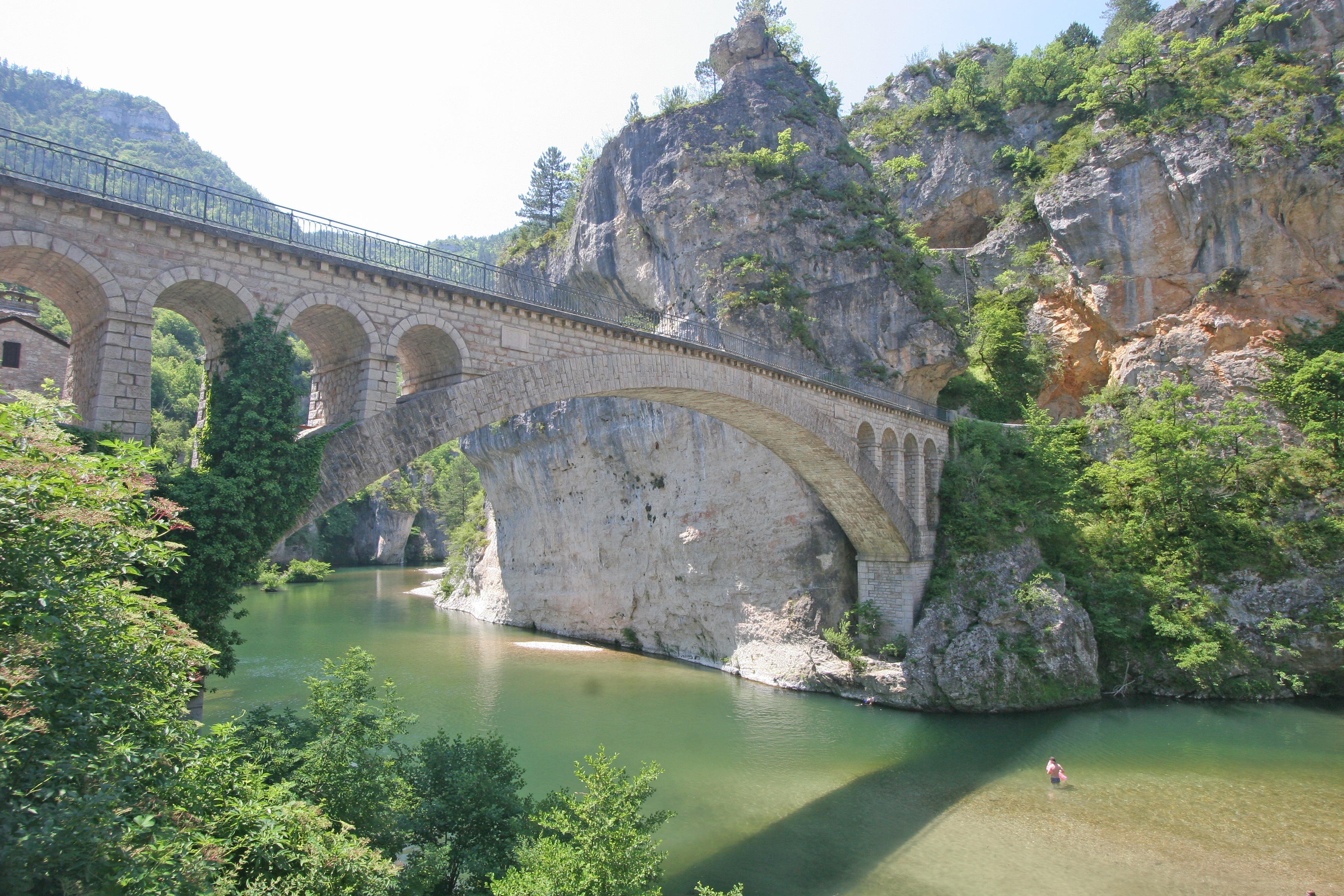
most v Saint-Chély-du-Tarn
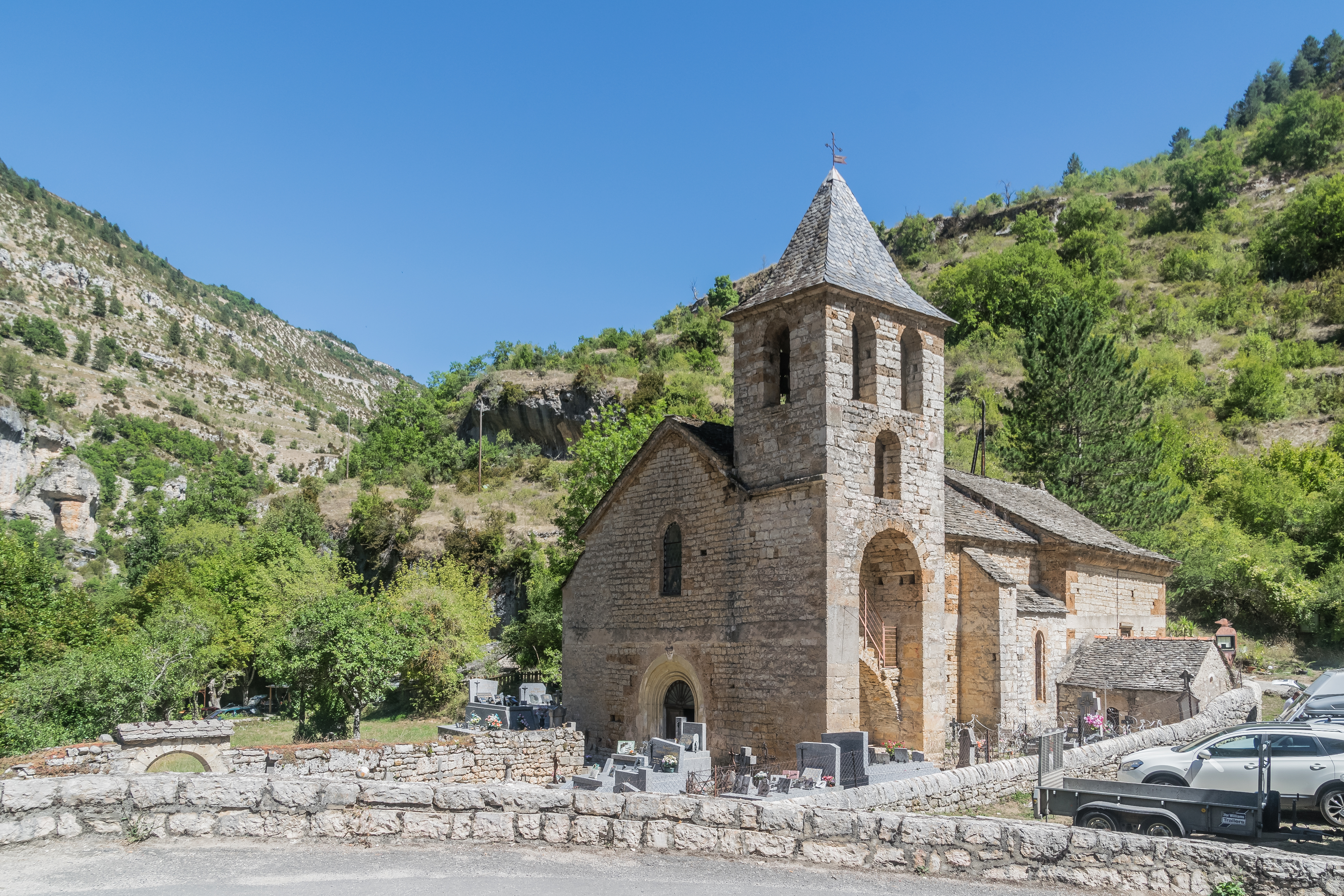
kostel Notre-Dame-de-l'Assomption v Saint-Chely-du-Tarn
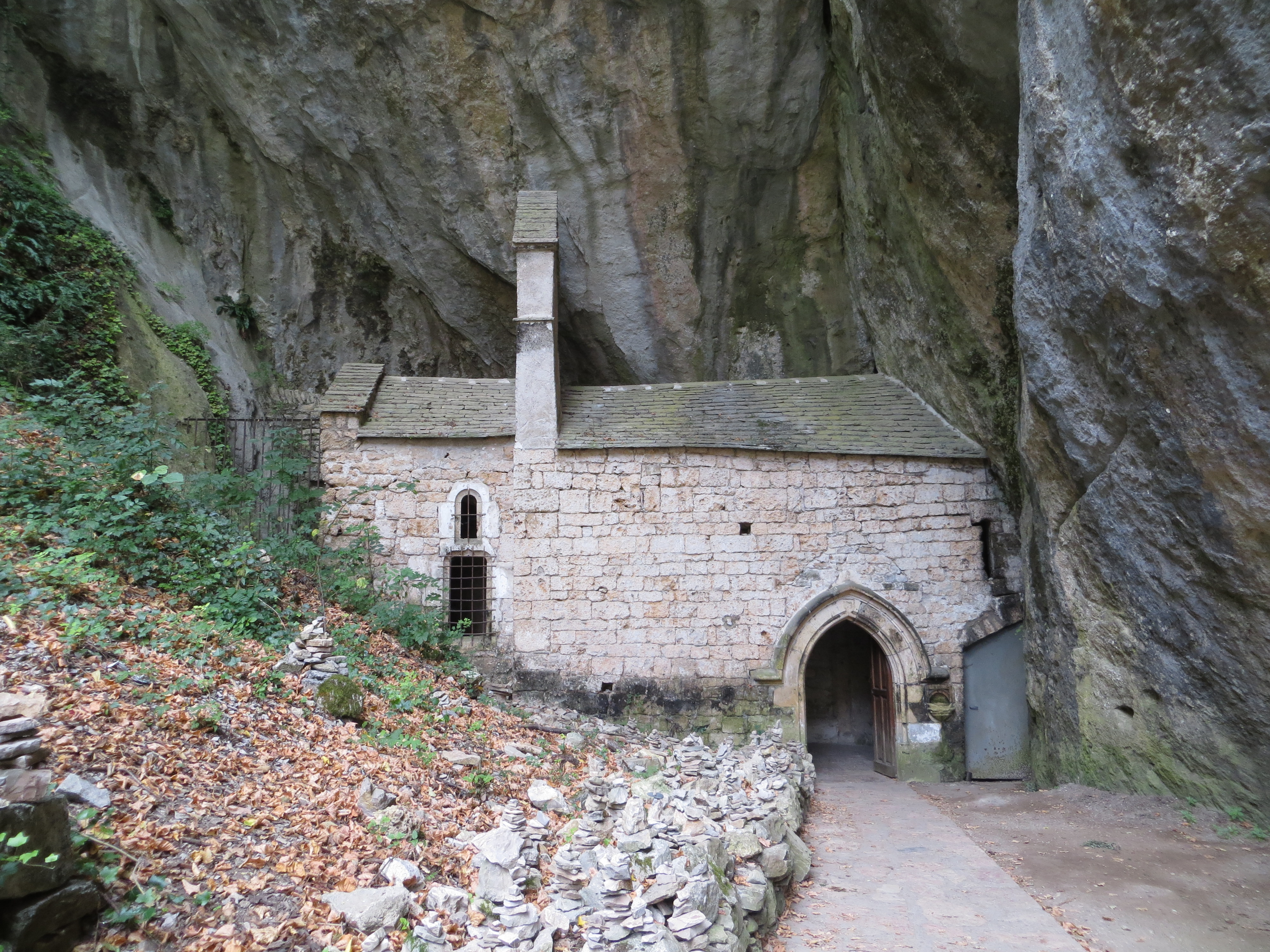
kaple Notre-Dame-de-Cénaret (Saint-Chély-du-Tarn)